# Apiletria luella
Apiletria luella is een vlinder uit de familie dominomotten (Autostichidae). De wetenschappelijke naam is voor het eerst geldig gepubliceerd in 1855 door Lederer.
Deze vlinder komt voor in Europa.